# Engels kampioenschap voetbal
Sinds 1888 wordt gestreden om het landskampioenschap voetbal van Engeland.

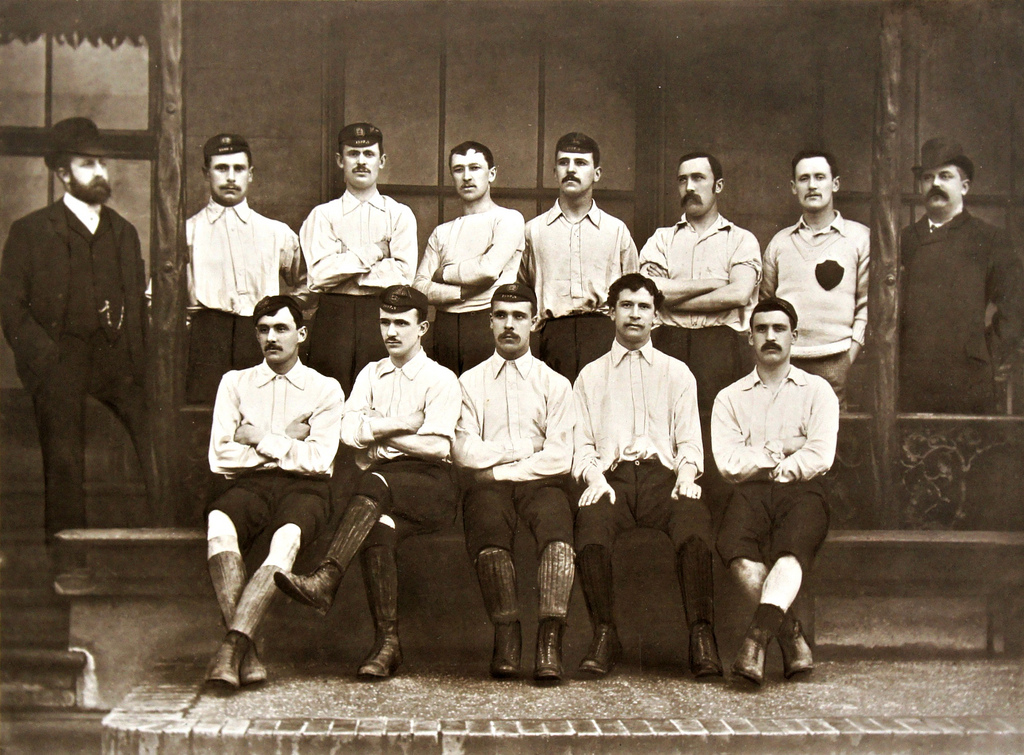
Preston North End werd als eerste club in 1888/1889 kampioen.

Na de legalisering van het profvoetbal door de FA in 1885 werd in 1888, na verschillende bijeenkomsten die georganiseerd werden door William McGregor de directeur van Aston Villa, de Engelse Football League opgericht. Het allereerste seizoen 1888/1889 werd door Preston North End gewonnen. De Engelsman John Goodall werd de eerste topscorer met 21 goals.
Jimmy Floyd Hasselbaink werd in het seizoen 1998/99 de eerste Nederlander die topscorer werd in één seizoen op het hoogste Engelse niveau. Hij werd in dienst van Leeds United gedeeld topscorer (18 goals) samen met Michael Owen en Dwight Yorke.
Manchester United en Liverpool hebben tot dusver met 20 de meeste titels gewonnen.

## Engelse landskampioenen

### Football League (1888–1892)
| Jaar      | Kampioen (aantal kampioenschappen) | Runners-up        | Derde plaats            | Topscorer(s)                       | Goals |
| --------- | ---------------------------------- | ----------------- | ----------------------- | ---------------------------------- | ----- |
| 1888/1889 | Preston North End                  | Aston Villa       | Wolverhampton Wanderers | John Goodall (Preston North End)   | 21    |
| 1889/1890 | Preston North End (2)              | Everton           | Blackburn Rovers        | Jimmy Ross (Preston North End)     | 24    |
| 1890/1891 | Everton                            | Preston North End | Notts County            | Jack Southworth (Blackburn Rovers) | 26    |
| 1891/1892 | Sunderland                         | Preston North End | Bolton Wanderers        | John Campbell (Sunderland)         | 32    |

### Football League First Division (1892–1992)
| Jaar                | Kampioen (aantal kampioenschappen)                                                                              | Runners-up | Derde plaats | Topscorer(s) | Goals |
| ------------------- | --- | --- | --- | --- | --- |
| 1892/1893           | Sunderland (2)                                                                                                  | Preston North End                                                                                               | Everton | John Campbell (Sunderland)                                                                                      | 31 |
| 1893/1894           | Aston Villa | Sunderland | Derby County | Jack Southworth (Everton)                                                                                       | 27 |
| 1894/1895           | Sunderland (3)                                                                                                  | Everton | Aston Villa | John Campbell (Sunderland)                                                                                      | 22 |
| 1895/1896           | Aston Villa (2)                                                                                                 | Derby County | Everton | Johnny Campbell (Aston Villa) Steve Bloomer (Derby County)                                                      | 20 |
| 1896/1897           | Aston Villa (3)                                                                                                 | Sheffield United                                                                                                | Derby County | Steve Bloomer (Derby County)                                                                                    | 22 |
| 1897/1898           | Sheffield United                                                                                                | Sunderland | Wolverhampton Wanderers                                                                                         | Fred Wheldon (Aston Villa)                                                                                      | 21 |
| 1898/1899           | Aston Villa (4)                                                                                                 | Liverpool | Burnley | Steve Bloomer (Derby County)                                                                                    | 23 |
| 1899/1900           | Aston Villa (5)                                                                                                 | Sheffield United                                                                                                | Sunderland | Billy Garraty (Aston Villa)                                                                                     | 27 |
| 1900/1901           | Liverpool | Sunderland | Notts County | Steve Bloomer (Derby County)                                                                                    | 23 |
| 1901/1902           | Sunderland (4)                                                                                                  | Everton | Newcastle United                                                                                                | Jimmy Settle (Everton)                                                                                          | 18 |
| 1902/1903           | The Wednesday                                                                                                   | Aston Villa | Sunderland | Sam Raybould (Liverpool)                                                                                        | 31 |
| 1903/1904           | The Wednesday (2)                                                                                               | Manchester City                                                                                                 | Everton | Steve Bloomer (Derby County)                                                                                    | 20 |
| 1904/1905           | Newcastle United                                                                                                | Everton | Manchester City                                                                                                 | Arthur Brown (Sheffield United)                                                                                 | 22 |
| 1905/1906           | Liverpool (2)                                                                                                   | Preston North End                                                                                               | The Wednesday                                                                                                   | Albert Shepherd (Bolton Wanderers)                                                                              | 26 |
| 1906/1907           | Newcastle United (2)                                                                                            | Bristol City | Everton | Alex Young (Everton)                                                                                            | 30 |
| 1907/1908           | Manchester United                                                                                               | Aston Villa | Manchester City                                                                                                 | Enoch West (Nottingham Forest)                                                                                  | 27 |
| 1908/1909           | Newcastle United (3)                                                                                            | Everton | Sunderland | Bert Freeman (Everton)                                                                                          | 38 |
| 1909/1910           | Aston Villa (6)                                                                                                 | Liverpool | Blackburn Rovers                                                                                                | Jack Parkinson (Liverpool)                                                                                      | 30 |
| 1910/1911           | Manchester United (2)                                                                                           | Aston Villa | Sunderland | Albert Shepherd (Bolton Wanderers)                                                                              | 25 |
| 1911/1912           | Blackburn Rovers                                                                                                | Everton | Newcastle United                                                                                                | Harry Hampton (Aston Villa) George Holley (Sunderland) David McLean (The Wednesday)                             | 25 |
| 1912/1913           | Sunderland (5)                                                                                                  | Aston Villa | The Wednesday                                                                                                   | David McLean (The Wednesday)                                                                                    | 30 |
| 1913/1914           | Blackburn Rovers (2)                                                                                            | Aston Villa | Middlesbrough                                                                                                   | George Elliot (Middlesbrough)                                                                                   | 32 |
| 1914/1915           | Everton (2) | Oldham Athletic                                                                                                 | Blackburn Rovers                                                                                                | Bobby Parker (Everton)                                                                                          | 35 |
| 1915/1916–1918/1919 | Niet gespeeld wegens de Eerste Wereldoorlog                                                                     | Niet gespeeld wegens de Eerste Wereldoorlog                                                                     | Niet gespeeld wegens de Eerste Wereldoorlog                                                                     | Niet gespeeld wegens de Eerste Wereldoorlog                                                                     | Niet gespeeld wegens de Eerste Wereldoorlog                                                                     |
| 1919/1920           | West Bromwich Albion                                                                                            | Burnley | Chelsea | Fred Morris (West Bromwich Albion)                                                                              | 37 |
| 1920/1921           | Burnley | Manchester City                                                                                                 | Bolton Wanderers                                                                                                | Joe Smith (Bolton Wanderers)                                                                                    | 38 |
| 1921/1922           | Liverpool (3)                                                                                                   | Tottenham Hotspur                                                                                               | Burnley | Andy Wilson (Middlesbrough)                                                                                     | 31 |
| 1922/1923           | Liverpool (4)                                                                                                   | Sunderland | Huddersfield Town                                                                                               | Charlie Buchan (Sunderland)                                                                                     | 30 |
| 1923/1924           | Huddersfield Town                                                                                               | Cardiff City | Sunderland | Wilf Chadwick (Everton)                                                                                         | 28 |
| 1924/1925           | Huddersfield Town (2)                                                                                           | West Bromwich Albion                                                                                            | Bolton Wanderers                                                                                                | Frank Roberts (Manchester City)                                                                                 | 31 |
| 1925/1926           | Huddersfield Town (3)                                                                                           | Arsenal | Sunderland | Ted Harper (Blackburn Rovers)                                                                                   | 43 |
| 1926/1927           | Newcastle United (4)                                                                                            | Huddersfield Town                                                                                               | Sunderland | Jimmy Trotter (The Wednesday)                                                                                   | 37 |
| 1927/1928           | Everton (3) | Huddersfield Town                                                                                               | Leicester City                                                                                                  | Dixie Dean (Everton)                                                                                            | 60 |
| 1928/1929           | The Wednesday (3)                                                                                               | Leicester City                                                                                                  | Aston Villa | Dave Halliday (Sunderland)                                                                                      | 43 |
| 1929/1930           | Sheffield Wednesday (4)                                                                                         | Derby County | Manchester City                                                                                                 | Vic Watson (West Ham United)                                                                                    | 41 |
| 1930/1931           | Arsenal | Aston Villa | Sheffield Wednesday                                                                                             | Tom Waring (Aston Villa)                                                                                        | 49 |
| 1931/1932           | Everton (4) | Arsenal | Sheffield Wednesday                                                                                             | Dixie Dean (Everton)                                                                                            | 44 |
| 1932/1933           | Arsenal (2) | Aston Villa | Sheffield Wednesday                                                                                             | Jack Bowers (Derby County)                                                                                      | 35 |
| 1933/1934           | Arsenal (3) | Huddersfield Town                                                                                               | Tottenham Hotspur                                                                                               | Jack Bowers (Derby County)                                                                                      | 34 |
| 1934/1935           | Arsenal (4) | Sunderland | Sheffield Wednesday                                                                                             | Ted Drake (Arsenal)                                                                                             | 42 |
| 1935/1936           | Sunderland (6)                                                                                                  | Derby County | Huddersfield Town                                                                                               | William Richardson (West Bromwich Albion)                                                                       | 39 |
| 1936/1937           | Manchester City                                                                                                 | Charlton Athletic                                                                                               | Arsenal | Freddie Steele (Stoke City)                                                                                     | 33 |
| 1937/1938           | Arsenal (5) | Wolverhampton Wanderers                                                                                         | Preston North End                                                                                               | Tommy Lawton (Everton)                                                                                          | 28 |
| 1938/1939           | Everton (5) | Wolverhampton Wanderers                                                                                         | Charlton Athletic                                                                                               | Tommy Lawton (Everton)                                                                                          | 35 |
| 1939/1940           | Competitie stilgelegd in september 1939 i.v.m. de Tweede Wereldoorlog, op dat moment was Blackpool de koploper. | Competitie stilgelegd in september 1939 i.v.m. de Tweede Wereldoorlog, op dat moment was Blackpool de koploper. | Competitie stilgelegd in september 1939 i.v.m. de Tweede Wereldoorlog, op dat moment was Blackpool de koploper. | Competitie stilgelegd in september 1939 i.v.m. de Tweede Wereldoorlog, op dat moment was Blackpool de koploper. | Competitie stilgelegd in september 1939 i.v.m. de Tweede Wereldoorlog, op dat moment was Blackpool de koploper. |
| 1940/1941–1945/1946 | Niet gespeeld wegens de Tweede Wereldoorlog                                                                     | Niet gespeeld wegens de Tweede Wereldoorlog                                                                     | Niet gespeeld wegens de Tweede Wereldoorlog                                                                     | Niet gespeeld wegens de Tweede Wereldoorlog                                                                     | Niet gespeeld wegens de Tweede Wereldoorlog                                                                     |
| 1946/1947           | Liverpool (5)                                                                                                   | Manchester United                                                                                               | Wolverhampton Wanderers                                                                                         | Dennis Westcott (Wolverhampton Wanderers)                                                                       | 37 |
| 1947/1948           | Arsenal (6) | Manchester United                                                                                               | Burnley | Ronnie Rooke (Arsenal)                                                                                          | 33 |
| 1948/1949           | Portsmouth | Manchester United                                                                                               | Derby County | Willie Moir (Bolton Wanderers)                                                                                  | 25 |
| 1949/1950           | Portsmouth (2)                                                                                                  | Wolverhampton Wanderers                                                                                         | Sunderland | Dickie Davis (Sunderland)                                                                                       | 25 |
| 1950/1951           | Tottenham Hotspur                                                                                               | Manchester United                                                                                               | Blackpool | Stan Mortensen (Blackpool)                                                                                      | 30 |
| 1951/1952           | Manchester United (3)                                                                                           | Tottenham Hotspur                                                                                               | Arsenal | George Robledo (Newcastle United)                                                                               | 33 |
| 1952/1953           | Arsenal (7) | Preston North End                                                                                               | Wolverhampton Wanderers                                                                                         | Charlie Wayman (Preston North End)                                                                              | 24 |
| 1953/1954           | Wolverhampton Wanderers                                                                                         | West Bromwich Albion                                                                                            | Huddersfield Town                                                                                               | Jimmy Glazzard (Huddersfield Town)                                                                              | 29 |
| 1954/1955           | Chelsea | Wolverhampton Wanderers                                                                                         | Portsmouth | Ronnie Allen (West Bromwich Albion)                                                                             | 27 |
| 1955/1956           | Manchester United (4)                                                                                           | Blackpool | Wolverhampton Wanderers                                                                                         | Nat Lofthouse (Bolton Wanderers)                                                                                | 33 |
| 1956/1957           | Manchester United (5)                                                                                           | Tottenham Hotspur                                                                                               | Preston North End                                                                                               | John Charles (Leeds United)                                                                                     | 38 |
| 1957/1958           | Wolverhampton Wanderers (2)                                                                                     | Preston North End                                                                                               | Tottenham Hotspur                                                                                               | Bobby Smith (Tottenham Hotspur)                                                                                 | 36 |
| 1958/1959           | Wolverhampton Wanderers (3)                                                                                     | Manchester United                                                                                               | Arsenal | Jimmy Greaves (Chelsea)                                                                                         | 33 |
| 1959/1960           | Burnley (2) | Wolverhampton Wanderers                                                                                         | Tottenham Hotspur                                                                                               | Dennis Viollet (Manchester United)                                                                              | 32 |
| 1960/1961           | Tottenham Hotspur (2)                                                                                           | Sheffield Wednesday                                                                                             | Wolverhampton Wanderers                                                                                         | Jimmy Greaves (Chelsea)                                                                                         | 41 |
| 1961/1962           | Ipswich Town | Burnley | Tottenham Hotspur                                                                                               | Ray Crawford (Ipswich Town) Derek Kevan (West Bromwich Albion)                                                  | 33 |
| 1962/1963           | Everton (6) | Tottenham Hotspur                                                                                               | Burnley | Jimmy Greaves (Tottenham Hotspur)                                                                               | 37 |
| 1963/1964           | Liverpool (6)                                                                                                   | Manchester United                                                                                               | Everton | Jimmy Greaves (Tottenham Hotspur)                                                                               | 35 |
| 1964/1965           | Manchester United (6)                                                                                           | Leeds United | Chelsea | Andy McEvoy (Blackburn Rovers) Jimmy Greaves (Tottenham Hotspur)                                                | 29 |
| 1965/1966           | Liverpool (7)                                                                                                   | Leeds United | Burnley | Willie Irvine (Burnley)                                                                                         | 29 |
| 1966/1967           | Manchester United (7)                                                                                           | Nottingham Forest                                                                                               | Tottenham Hotspur                                                                                               | Ron Davies (Southampton)                                                                                        | 37 |
| 1967/1968           | Manchester City (2)                                                                                             | Manchester United                                                                                               | Liverpool | George Best (Manchester United) Ron Davies (Southampton)                                                        | 28 |
| 1968/1969           | Leeds United | Liverpool | Everton | Jimmy Greaves (Tottenham Hotspur)                                                                               | 27 |
| 1969/1970           | Everton (7) | Leeds United | Chelsea | Jeff Astle (West Bromwich Albion)                                                                               | 25 |
| 1970/1971           | Arsenal (8) | Leeds United | Tottenham Hotspur                                                                                               | Tony Brown (West Bromwich Albion)                                                                               | 28 |
| 1971/1972           | Derby County | Leeds United | Liverpool | Francis Lee (Manchester City)                                                                                   | 33 |
| 1972/1973           | Liverpool (8)                                                                                                   | Arsenal | Leeds United | Pop Robson (West Ham United)                                                                                    | 28 |
| 1973/1974           | Leeds United (2)                                                                                                | Liverpool | Derby County | Mick Channon (Southampton)                                                                                      | 21 |
| 1974/1975           | Derby County (2)                                                                                                | Liverpool | Ipswich Town | Malcolm Macdonald (Newcastle United)                                                                            | 21 |
| 1975/1976           | Liverpool (9)                                                                                                   | Queens Park Rangers                                                                                             | Manchester United                                                                                               | Ted MacDougall (Norwich City)                                                                                   | 23 |
| 1976/1977           | Liverpool (10)                                                                                                  | Manchester City                                                                                                 | Ipswich Town | Malcolm Macdonald (Arsenal) Andy Gray (Aston Villa)                                                             | 25 |
| 1977/1978           | Nottingham Forest                                                                                               | Liverpool | Everton | Bob Latchford (Everton)                                                                                         | 30 |
| 1978/1979           | Liverpool (11)                                                                                                  | Nottingham Forest                                                                                               | West Bromwich Albion                                                                                            | Frank Worthington (Bolton Wanderers)                                                                            | 24 |
| 1979/1980           | Liverpool (12)                                                                                                  | Manchester United                                                                                               | Ipswich Town | Phil Boyer (Southampton)                                                                                        | 23 |
| 1980/1981           | Aston Villa (7)                                                                                                 | Ipswich Town | Arsenal | Peter Withe (Aston Villa) Steve Archibald (Tottenham Hotspur)                                                   | 20 |
| 1981/1982           | Liverpool (13)                                                                                                  | Ipswich Town | Manchester United                                                                                               | Kevin Keegan (Southampton)                                                                                      | 26 |
| 1982/1983           | Liverpool (14)                                                                                                  | Watford | Manchester United                                                                                               | Luther Blissett (Watford)                                                                                       | 27 |
| 1983/1984           | Liverpool (15)                                                                                                  | Southampton | Nottingham Forest                                                                                               | Ian Rush (Liverpool)                                                                                            | 32 |
| 1984/1985           | Everton (8) | Liverpool | Tottenham Hotspur                                                                                               | Kerry Dixon (Chelsea) Gary Lineker (Leicester City)                                                             | 24 |
| 1985/1986           | Liverpool (16)                                                                                                  | Everton | West Ham United                                                                                                 | Gary Lineker (Everton)                                                                                          | 30 |
| 1986/1987           | Everton (9) | Liverpool | Tottenham Hotspur                                                                                               | Clive Allen (Tottenham Hotspur)                                                                                 | 33 |
| 1987/1988           | Liverpool (17)                                                                                                  | Manchester United                                                                                               | Nottingham Forest                                                                                               | John Aldridge (Liverpool)                                                                                       | 26 |
| 1988/1989           | Arsenal (9) | Liverpool | Nottingham Forest                                                                                               | Alan Martin Smith (Arsenal)                                                                                     | 23 |
| 1989/1990           | Liverpool (18)                                                                                                  | Aston Villa | Tottenham Hotspur                                                                                               | Gary Lineker (Tottenham Hotspur)                                                                                | 24 |
| 1990/1991           | Arsenal (10) | Liverpool | Crystal Palace                                                                                                  | Alan Martin Smith (Arsenal)                                                                                     | 22 |
| 1991/1992           | Leeds United (3)                                                                                                | Manchester United                                                                                               | Sheffield Wednesday                                                                                             | Ian Wright (Crystal Palace/Arsenal)                                                                             | 29 |

### Premier League (1992–heden)
| Jaar      | Kampioen (aantal kampioenschappen) | Runners-up        | Derde plaats      | Topscorer(s)                                                                                     | Goals |
| --------- | ---------------------------------- | ----------------- | ----------------- | ------------------------------------------------------------------------------------------------ | ----- |
| 1992/1993 | Manchester United (8)              | Aston Villa       | Norwich City      | Teddy Sheringham (Nottingham Forest/Tottenham Hotspur)                                           | 22    |
| 1993/1994 | Manchester United (9)              | Blackburn Rovers  | Newcastle United  | Andy Cole (Newcastle United)                                                                     | 34    |
| 1994/1995 | Blackburn Rovers (3)               | Manchester United | Nottingham Forest | Alan Shearer (Blackburn Rovers)                                                                  | 34    |
| 1995/1996 | Manchester United (10)             | Newcastle United  | Liverpool         | Alan Shearer (Blackburn Rovers)                                                                  | 31    |
| 1996/1997 | Manchester United (11)             | Newcastle United  | Arsenal           | Alan Shearer (Newcastle United)                                                                  | 25    |
| 1997/1998 | Arsenal (11)                       | Manchester United | Liverpool         | Chris Sutton (Blackburn Rovers) Dion Dublin (Coventry City) Michael Owen (Liverpool)             | 18    |
| 1998/1999 | Manchester United (12)             | Arsenal           | Chelsea           | Jimmy Floyd Hasselbaink (Leeds United) Michael Owen (Liverpool) Dwight Yorke (Manchester United) | 18    |
| 1999/2000 | Manchester United (13)             | Arsenal           | Leeds United      | Kevin Phillips (Sunderland)                                                                      | 30    |
| 2000/2001 | Manchester United (14)             | Arsenal           | Liverpool         | Jimmy Floyd Hasselbaink (Chelsea)                                                                | 23    |
| 2001/2002 | Arsenal (12)                       | Liverpool         | Manchester United | Thierry Henry (Arsenal)                                                                          | 24    |
| 2002/2003 | Manchester United (15)             | Arsenal           | Newcastle United  | Ruud van Nistelrooij (Manchester United)                                                         | 25    |
| 2003/2004 | Arsenal (13)                       | Chelsea           | Manchester United | Thierry Henry (Arsenal)                                                                          | 30    |
| 2004/2005 | Chelsea (2)                        | Arsenal           | Manchester United | Thierry Henry (Arsenal)                                                                          | 25    |
| 2005/2006 | Chelsea (3)                        | Manchester United | Liverpool         | Thierry Henry (Arsenal)                                                                          | 27    |
| 2006/2007 | Manchester United (16)             | Chelsea           | Liverpool         | Didier Drogba (Chelsea)                                                                          | 20    |
| 2007/2008 | Manchester United (17)             | Chelsea           | Arsenal           | Cristiano Ronaldo (Manchester United)                                                            | 31    |
| 2008/2009 | Manchester United (18)             | Liverpool         | Chelsea           | Nicolas Anelka (Chelsea)                                                                         | 19    |
| 2009/2010 | Chelsea (4)                        | Manchester United | Arsenal           | Didier Drogba (Chelsea)                                                                          | 29    |
| 2010/2011 | Manchester United (19)             | Chelsea           | Manchester City   | Dimitar Berbatov (Manchester United) Carlos Tevez (Manchester City)                              | 20    |
| 2011/2012 | Manchester City (3)                | Manchester United | Arsenal           | Robin van Persie (Arsenal)                                                                       | 30    |
| 2012/2013 | Manchester United (20)             | Manchester City   | Chelsea           | Robin van Persie (Manchester United)                                                             | 26    |
| 2013/2014 | Manchester City (4)                | Liverpool         | Chelsea           | Luis Suárez (Liverpool)                                                                          | 31    |
| 2014/2015 | Chelsea (5)                        | Manchester City   | Arsenal           | Sergio Agüero (Manchester City)                                                                  | 26    |
| 2015/2016 | Leicester City                     | Arsenal           | Tottenham Hotspur | Harry Kane (Tottenham Hotspur)                                                                   | 25    |
| 2016/2017 | Chelsea (6)                        | Tottenham Hotspur | Manchester City   | Harry Kane (Tottenham Hotspur)                                                                   | 29    |
| 2017/2018 | Manchester City (5)                | Manchester United | Tottenham Hotspur | Mohamed Salah (Liverpool)                                                                        | 32    |
| 2018/2019 | Manchester City (6)                | Liverpool         | Chelsea           | Mohamed Salah (Liverpool) Pierre-Emerick Aubameyang(Arsenal) Sadio Mané (Liverpool)              | 22    |
| 2019/2020 | Liverpool (19)                     | Manchester City   | Manchester United | Jamie Vardy (Leicester City)                                                                     | 23    |
| 2020/2021 | Manchester City (7)                | Manchester United | Liverpool         | Harry Kane (Tottenham Hotspur)                                                                   | 23    |
| 2021/2022 | Manchester City (8)                | Liverpool         | Chelsea           | Mohamed Salah (Liverpool) Son Heung-min (Tottenham Hotspur)                                      | 23    |
| 2022/2023 | Manchester City (9)                | Arsenal           | Manchester United | Erling Haaland                                                                                   | 36    |
| 2023/2024 | Manchester City (10)               | Arsenal           | Liverpool         | Erling Haaland                                                                                   | 27    |
| 2024/2025 | Liverpool (20)                     |                   |                   |                                                                                                  |       |

## Titels per club
| Club                    | Plaats              | Titels | Seizoenen |
| ----------------------- | ------------------- | ------ | --- |
| Liverpool               | Liverpool           | 20     | 1900/01, 1905/06, 1921/22, 1922/23, 1946/47, 1963/64, 1965/66, 1972/73, 1975/76, 1976/77, 1978/79, 1979/80, 1981/82, 1982/83, 1983/84, 1985/86, 1987/88, 1989/90, 2019/20, 2024/25 |
| Manchester United       | Manchester          | 20     | 1907/08, 1910/11, 1951/52, 1955/56, 1956/57, 1964/65, 1966/67, 1992/93, 1993/94, 1995/96, 1996/97, 1998/99, 1999/00, 2000/01, 2002/03, 2006/07, 2007/08, 2008/09, 2010/11, 2012/13 |
| Arsenal                 | Londen              | 13     | 1930/31, 1932/33, 1933/34, 1934/35, 1937/38, 1947/48, 1952/53, 1970/71, 1988/89, 1990/91, 1997/98, 2001/02, 2003/04                                                                |
| Manchester City         | Manchester          | 10     | 1936/37, 1967/68, 2011/12, 2013/14, 2017/18, 2018/19, 2020/21, 2021/22, 2022/23, 2023/24                                                                                           |
| Everton                 | Liverpool           | 9      | 1890/91, 1914/15, 1927/28, 1931/32, 1938/39, 1962/63, 1969/70, 1984/85, 1986/87 |
| Aston Villa             | Birmingham          | 7      | 1893/94, 1895/96, 1896/97, 1898/99, 1899/00, 1909/10, 1980/81 |
| Chelsea                 | Londen              | 6      | 1954/55, 2004/05, 2005/06, 2009/10, 2014/15, 2016/17 |
| Sunderland              | Sunderland          | 6      | 1891/92, 1892/93, 1894/95, 1901/02, 1912/13, 1935/36 |
| Newcastle United        | Newcastle upon Tyne | 4      | 1904/05, 1906/07, 1908/09, 1926/27 |
| Sheffield Wednesday     | Sheffield           | 4      | 1902/03, 1903/04, 1928/29, 1929/30 |
| Leeds United            | Leeds               | 3      | 1968/69, 1973/74, 1991/92 |
| Wolverhampton Wanderers | Wolverhampton       | 3      | 1953/54, 1957/58, 1958/59 |
| Huddersfield Town       | Huddersfield        | 3      | 1923/24, 1924/25, 1925/26 |
| Blackburn Rovers        | Blackburn           | 3      | 1911/12, 1913/14, 1994/95 |
| Preston North End       | Preston             | 2      | 1888/89, 1889/90 |
| Tottenham Hotspur       | Londen              | 2      | 1950/51, 1960/61 |
| Derby County            | Derby               | 2      | 1971/72, 1974/75 |
| Burnley                 | Burnley             | 2      | 1920/21, 1959/60 |
| Portsmouth              | Portsmouth          | 2      | 1948/49, 1949/50 |
| Ipswich Town            | Ipswich             | 1      | 1961/62 |
| Nottingham Forest       | Nottingham          | 1      | 1977/78 |
| Sheffield United        | Sheffield           | 1      | 1897/98 |
| West Bromwich Albion    | West Bromwich       | 1      | 1919/20 |
| Leicester City          | Leicester           | 1      | 2015/16 |

## Titels per regio
| Regio                    | Kampioenschappen | Club(s) |
| ------------------------ | ---------------- | --- |
| North West England       | 66               | Manchester United (20), Liverpool (20),Manchester City (10), Everton (9), Blackburn Rovers (3), Burnley (2), Preston North End (2) |
| Greater London           | 21               | Arsenal (13), Chelsea (6), Tottenham Hotspur (2)                                                                                   |
| Yorkshire and the Humber | 11               | Sheffield Wednesday (4), Leeds United (3), Huddersfield Town (3), Sheffield United                                                 |
| West Midlands            | 11               | Aston Villa (7), Wolverhampton Wanderers (3), West Bromwich Albion                                                                 |
| North East England       | 10               | Sunderland (6), Newcastle United (4)                                                                                               |
| East Midlands            | 4                | Derby County (2), Nottingham Forest, Leicester City                                                                                |
| South East England       | 2                | Portsmouth (2) |
| East of England          | 1                | Ipswich Town |
| South West England       | –                | |

## Titels per stad
De volgende steden hebben vijf of meer titels:
| Stad       | Kampioenschappen | Club(s)                                          |
| ---------- | ---------------- | ------------------------------------------------ |
| Manchester | 30               | Manchester United (20), Manchester City (10)     |
| Liverpool  | 29               | Liverpool (20), Everton (9)                      |
| Londen     | 21               | Arsenal (13), Chelsea (6), Tottenham Hotspur (2) |
| Birmingham | 7                | Aston Villa (7)                                  |
| Sunderland | 6                | Sunderland (6)                                   |
| Sheffield  | 5                | Sheffield Wednesday (4), Sheffield United (1)    |

## Aantal seizoenen in eerste klasse
- De clubs die vetgedrukt zijn spelen in het seizoen 2025-2026 in de Premier League.

| Club                    | Plaats              | /127 | Periode |
| ----------------------- | ------------------- | ---- | --- |
| Everton                 | Liverpool           | 123  | 1888-1930, 1931-1951, 1954-.... |
| Aston Villa             | Birmingham          | 112  | 1888-1936, 1938-1967, 1975-1987, 1988-2016, 2019-....                                                                                         |
| Liverpool               | Liverpool           | 111  | 1894-1895, 1896-1904, 1905-1954, 1962-.... |
| Arsenal                 | Londen              | 109  | 1904-1913, 1919-.... |
| Manchester United       | Manchester          | 101  | 1892-1894, 1906-1922, 1925-1931, 1936-1937, 1938-1974, 1975-....                                                                              |
| Manchester City         | Manchester          | 97   | 1899-1902, 1903-1909, 1910-1926, 1928-1938, 1947-1950, 1951-1963, 1966-1983, 1985-1987, 1989-1996, 2000-2001, 2002-....                       |
| Newcastle United        | Newcastle upon Tyne | 95   | 1898-1934, 1948-1961, 1965-1978, 1984-1989, 1993-2009, 2010-2016, 2017-....                                                                   |
| Chelsea                 | Londen              | 91   | 1907-1910, 1912-1924, 1930-1962, 1963-1975, 1977-1979, 1984-1988, 1989-....                                                                   |
| Tottenham Hotspur       | Londen              | 91   | 1909-1915, 1920-1928, 1933-1935, 1950-1977, 1978-....                                                                                         |
| Sunderland              | Sunderland          | 87   | 1890-1958, 1964-1970, 1976-1977, 1980-1985, 1990-1991, 1996-1997, 1999-2003, 2005-2006, 2007-2017, 2025-....                                  |
| West Bromwich Albion    | West Bromwich       | 81   | 1888-1901, 1902-1904, 1911-1927, 1931-1938, 1949-1973, 1976-1986, 2002-2003, 2004-2006, 2008-2009, 2010-2018, 2020-2021                       |
| Bolton Wanderers        | Bolton              | 73   | 1888-1899, 1900-1903, 1905-1908, 1909-1910, 1911-1933, 1935-1964, 1978-1980, 1995-1996, 1997-1998, 2001-2012                                  |
| Wolverhampton Wanderers | Wolverhampton       | 71   | 1888-1906, 1932-1965, 1967-1976, 1977-1982, 1983-1984, 2003-2004, 2009-2012, 2018-....                                                        |
| Blackburn Rovers        | Blackburn           | 71   | 1888-1936, 1939-1948, 1958-1966, 1992-1999, 2001-2012                                                                                         |
| West Ham United         | Londen              | 67   | 1923-1932, 1958-1978, 1981-1989, 1991-1992, 1993-2003, 2005-2011, 2012-....                                                                   |
| Sheffield Wednesday     | Sheffield           | 66   | 1892-1899, 1900-1920, 1926-1937, 1950-1951, 1952-1955, 1956-1958, 1959-1970, 1984-1990, 1991-2000                                             |
| Derby County            | Derby               | 64   | 1888-1907, 1912-1914, 1919-1921, 1926-1953, 1969-1980, 1987-1991, 1996-2002, 2007-2008                                                        |
| Sheffield United        | Sheffield           | 63   | 1893-1934, 1939-1949, 1953-1956, 1961-1968, 1971-1976, 1990-1994, 2006-2007, 2019-2021, 2023-2024                                             |
| Stoke City              | Stoke-on-Trent      | 61   | 1888-1890, 1891-1907, 1922-23, 1933-1953, 1963-1977, 1979-1985, 2008-2018                                                                     |
| Middlesbrough           | Middlesbrough       | 61   | 1902-1924, 1927-1928, 1929-1954, 1974-1982, 1988-1989, 1992-1993, 1995-1997, 1998-2009, 2016-2017                                             |
| Burnley                 | Burnley             | 61   | 1888-1897, 1898-1900, 1913-1930, 1947-1971, 1973-1976, 2009-2010, 2014-2015, 2016-2022, 2023-2024, 2025-....                                  |
| Nottingham Forest       | Nottingham          | 60   | 1892-1906, 1907-1911, 1922-1925, 1957-1972, 1977-1993, 1994-1997, 1998-1999, 2022-....                                                        |
| Birmingham City         | Birmingham          | 57   | 1894-1896, 1901-1902, 1903-1908, 1921-1939, 1948-1950, 1955-1965, 1972-1979, 1980-1984, 1985-1986, 2002-2006, 2007-2008, 2009-2011            |
| Leicester City          | Leicester           | 56   | 1908-1909, 1925-1935, 1937-1939, 1954-1955, 1957-1969, 1971-1978, 1980-1981, 1983-1987, 1994-1995, 1996-2002, 2003-2004, 2014-2023, 2024-2025 |
| Leeds United            | Leeds               | 54   | 1924-1927, 1928-1931, 1932-1947, 1956-1960, 1964-1982, 1990-2004, 2020-2023, 2025-....                                                        |
| Southampton             | Southampton         | 47   | 1966-1974, 1978-2005, 2012-2023, 2024-2025 |
| Preston North End       | Preston             | 46   | 1888-1901, 1904-1912, 1913-1914, 1919-1925, 1934-1949, 1951-1961                                                                              |
| Coventry City           | Coventry            | 34   | 1967-2001 |
| Portsmouth              | Portsmouth          | 33   | 1927-1959, 1987-1988, 2003-2010 |
| Huddersfield Town       | Huddersfield        | 32   | 1920-1952, 1953-1956, 1970-1972, 2017-2019 |
| Fulham                  | Londen              | 31   | 1949-1952, 1959-1968, 2001-2014, 2018-2019, 2020-2021, 2022-....                                                                              |
| Notts County            | Nottingham          | 30   | 1888-1893, 1897-1913, 1914-1920, 1923-1926, 1981-1984, 1991-1992                                                                              |
| Blackpool               | Blackpool           | 28   | 1930-1933, 1937-1967, 1970-1971, 2010-2011 |
| Ipswich Town            | Ipswich             | 27   | 1961-1964, 1968-1986, 1992-1995, 2000-2002, 2024-2025                                                                                         |
| Norwich City            | Norwich             | 27   | 1972-1974, 1975-1981, 1982-1985, 1986-1995, 2004-2005, 2011-2014, 2015-2016, 2019-2020, 2021-2022                                             |
| Crystal Palace          | Londen              | 26   | 1969-1973, 1979-1981, 1989-1993, 1994-1995, 1997-1998, 2004-2005, 2013-....                                                                   |
| Charlton Athletic       | Londen              | 26   | 1936-1957, 1986-1990, 1998-1999, 2000-2007 |
| Queens Park Rangers     | Londen              | 23   | 1968-1969, 1973-1979, 1983-1996, 2011-2013, 2014-2015                                                                                         |
| Bury                    | Bury                | 22   | 1895-1912, 1924-1929 |
| Cardiff City            | Cardiff             | 17   | 1921-1929, 1952-1957, 1960-1962, 2013-2014, 2018-2019                                                                                         |
| Luton Town              | Luton               | 17   | 1955-1960, 1974-1975, 1982-1992, 2023-2024 |
| Wimbledon               | Londen              | 14   | 1986-2000 |
| Watford                 | Watford             | 14   | 1982-1988, 1999-2000, 2006-2007, 2015-2020, 2021-2022                                                                                         |
| Brighton & Hove Albion  | Brighton            | 13   | 1979-1983, 2017-.... |
| Grimsby Town            | Cleethorpes         | 12   | 1901-1903, 1929-1932, 1934-1948 |
| Oldham Athletic         | Oldham              | 12   | 1910-1923, 1991-1994 |
| Bradford City           | Bradford            | 12   | 1908-1922, 1999-2001 |
| Brentford               | Londen              | 10   | 1935-1947, 2021-.... |
| Bournemouth             | Bournemouth         | 9    | 2015-2020, 2022-.... |
| Bristol City            | Bristol             | 9    | 1906-1911, 1976-1980 |
| Swansea City            | Swansea             | 9    | 1981-1983, 2011-2018 |
| Wigan Athletic          | Wigan               | 8    | 2005-2013 |
| Hull City               | Kingston upon Hull  | 5    | 2008-2010, 2013-2015, 2016-2017 |
| Accrington              | Accrington          | 5    | 1888-1893 |
| Reading                 | Reading             | 3    | 2006-2008, 2012-2013 |
| Oxford United           | Oxford              | 3    | 1985-1988 |
| Bradford (Park Avenue)  | Bradford            | 3    | 1914-1921 |
| Millwall                | Londen              | 2    | 1988-1990 |
| Darwen                  | Darwen              | 2    | 1891-1892, 1893-1894 |
| Carlisle United         | Carlisle            | 1    | 1974-1975 |
| Northampton Town        | Northampton         | 1    | 1965-1966 |
| Swindon Town            | Swindon             | 1    | 1993-1994 |
| Barnsley                | Barnsley            | 1    | 1997-1998 |
| Leyton Orient           | Londen              | 1    | 1962-1963 |
| Glossop North End       | Glossop             | 1    | 1899-1900 |